# Dramat filmowy

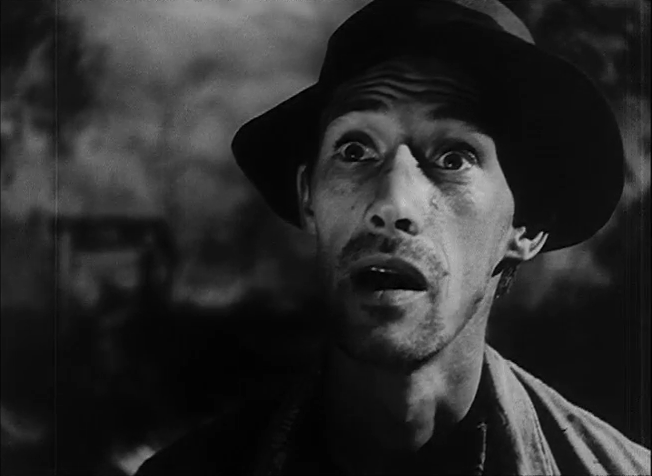
Kadr z filmu Grona gniewu (1940)

Dramat filmowy – zapożyczone z literatury określenie filmów, których nie da się zakwalifikować do określonych gatunków filmowych. Kwalifikowanie pewnych filmów jako „dramaty” wynika z braku konwencji charakteryzujących kino gatunkowe, a także z właściwości artystycznych danego dzieła.
Tradycyjnie dramaty filmowe dzielą się na filmy obyczajowe, społeczne (w tym dramaty sądowe) i psychologiczne. Formą pochodną dramatu jest także melodramat. Określenie „dramat” bywa używane także w połączeniu z nazwą gatunku (na przykład dramat wojenny), co wcale jednak nie musi zmieniać wymowy i dramaturgii danego filmu.